# Константи Лящка

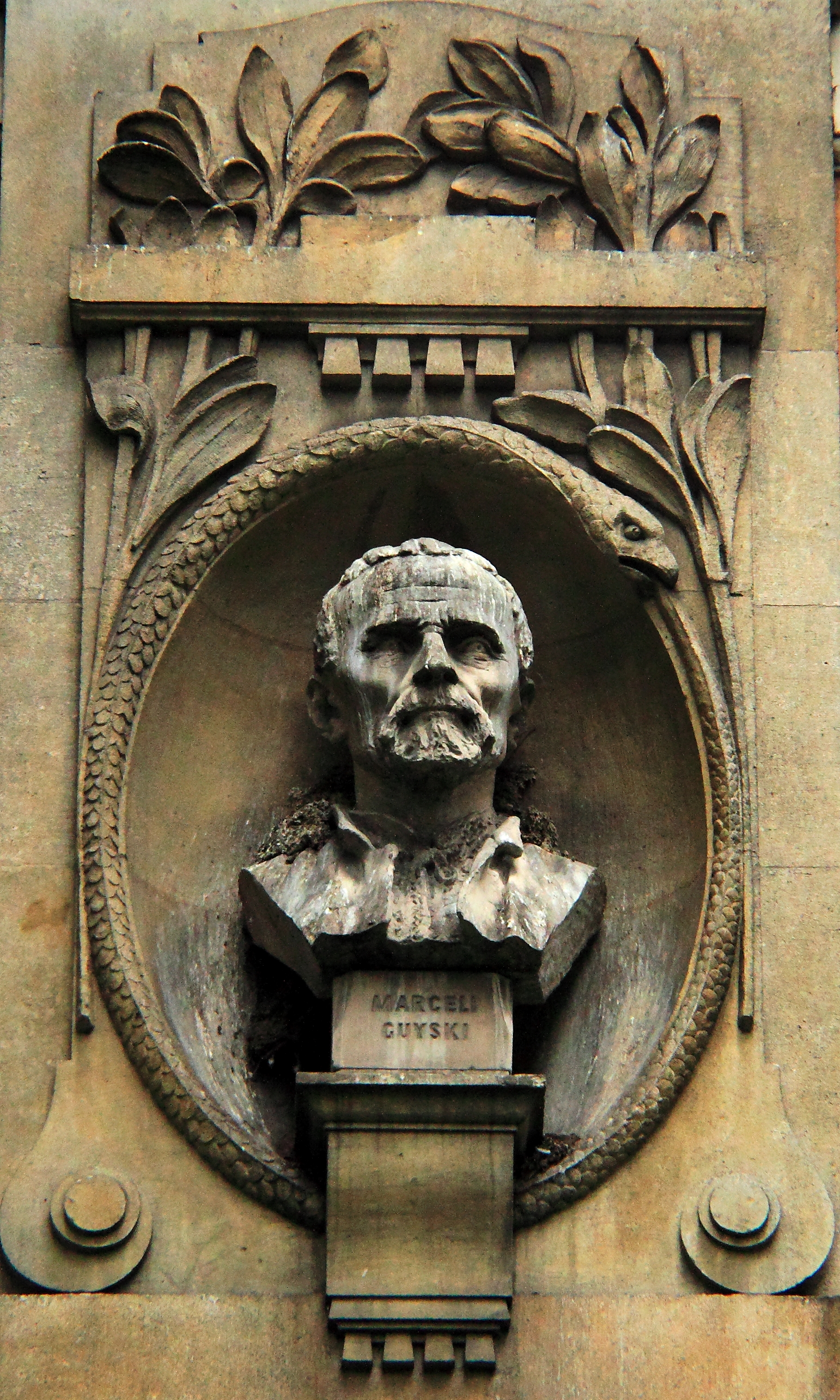
Бюст Марселі Гуйського на стіні краківського Палацу мистецтва авторства Константи Лящки

Константи Лящка (пол. Konstanty Laszczka, 3 вересня 1865, Макувець-Дужи, Королівство Польське, Російська імперія — 23 березня 1956, Краків, Польща) — польський скульптор, художник і графік. Ректор Академії образотворчих мистецтв у Кракові.

## Біографія
Народився 3 вересня 1856 року в багатодітній бідній селянській родині в селі Макувець-Дужи. З 1885 року вивчав скульптуру у Варшаві під керівництвом Яна Кринського і Людвіка Пировича. Отримавши нагороду в конкурсі, організованому варшавським Товариством заохочення красних мистецтв, поїхав на навчання в Париж. У Франції навчався в Академії Жуліана і в Національній вищій школі красних мистецтв під керівництвом художників Антуана Мерсі, Александра Фалг'єра і Жана-Леона Жерома. У Парижі брав активну участь у літературно-мистецькому житті польських емігрантів.
У 1897 році повернувся до Польщі й почав працювати учителем. У 1899 році, за проханням Юліана Фалата, переїхав до Кракова і став викладачем у Краківській Школі красних мистецтв. З 1900 по 1910 роки К. Лящка співпрацював із гончарною фабрикою. З 1911 по 1912 рік займав посаду ректора, а з 1930 по 1935 рік керував кафедрою скульптури згаданого навчального закладу.
Перебував у дружніх стосунках зі Станіславом Виспянським і Леоном Вичулковським. Був одним із засновників Товариства польських художників «Sztuka» (Краків).
На творчість Константи Лящки значно вплинув Огюст Роден. Крім скульптури, К. Лящка займався живописом та портретними медальйонами. У пізньому періоді своєї творчості займався керамікою релігійного, фольклорного та анімалістичного змісту.
К. Лящка створив бюст Фридерика Шопена, який на даний час можна побачити у Краківській музичній академії.
Помер 23 березня 1956 року, похований на Раковицькому цвинтарі у Кракові.

## Нагороди
- Золоті Академічні лаври Польської академії літератури .

## Пам'ять
- З 1971 року в селі Макувець-Дужи функціонує музей імені Константи Лящки.